# خورشیدگرفتگی ۳ ژوئیه ۲۰۶۵
خورشیدگرفتگی ۳ ژوئیه ۲۰۶۵ (به انگلیسی: Solar eclipse of July 3, 2065) یک خورشیدگرفتگی از نوع خورشیدگرفتگی جزئی است. این خورشیدگرفتگی در تاریخ ۳ ژوئیه ۲۰۶۵ میلادی (‎۱۳ تیر ۱۴۴۴ خورشیدی) روی خواهد داد که زمان اوج آن، ساعت ۱۷:۳۳:۵۲ به‌وقت ساعت هماهنگ جهانی است.